# Femminiello
Femminielli ili femmenielli (jednina femminiello, usp. tal. femmina, "žena", -elo, muški umanjeni sufiks) izraz je koji se koristi za označavanje homoseksualaca sa ženskim osobinama u tradicionalnoj napuljskoj kulturi. Pojam nije uvijek pogrdan. Prema tradiciji, vjeruje se da femminielli donosi sreću. Ipak, u napuljskom društvu izraz nosi i negativne konotacije.

## Povijest
Brojne su veze sa starogrčkom mitologijom: na primjer, Hermafrodit, koji je posjedovao ljepotu majke Afrodite i snagu oca Hermesa; ili Tiresija, slijepi prorok iz Tebe, poznat po tome što se sedam godina pretvorio u ženu. Pretpostavlja se da obje ove ličnosti posjeduju ravnotežu koja dolazi iz poznavanja oba spola, muškog i ženskog.
Krajem 2000.-ih Italiju su potresli mnogi seksualni skandali koji su uključili istaknute političare (npr. predsjednika Lazija Piera Marrazza) i transrodne prostituke često latinoameričkog podrijetla, koje u talijanskim medijima obično nazivaju transessuali (skraćeno trans). 2009. pojam femminiello stekao je određenu reputaciju u talijanskim medijima nakon što je uhićena mafijašica femina iz Camorre, iz Napulja, Ketty Gabriele. Gabriele se bavio prostitucijom prije nego što je postao kapo. Gabriele je u talijanskim medijima nazivan i femminiello.

### Svečanost
Svečanost zvana matrimonio dei femminielli održava se u Torre Annunziata na Uskrsni ponedjeljak, parada femminielli odjevena u vjenčanice i u pratnji "muža" koji putuje ulicama u konjskim zapregama.

### Tradicija
Feminiello u Kampaniji sudjeluje u nekim tradicionalnim događajima, poput Candelora al Santuario di Montevergine (Svijećnica u svetištu Montevergine) u Avellinu  ili Tammurriata, tradicijski ples izveden na blagdan Madonna dell'Arco u Sant'Anastasia.
Općenito se femminielli smatraju srećom pa femminiello drži novorođenče ili sudjeluje u igrama poput binga. Iznad svega Tombola ili Tombolata dei femminielli, popularna igra koja se izvodi svake godine 2. veljače, kao završni dio Svijećnice u svetištu Montevergine.

## Kazalište
U scenskoj produkciji nazvanoj La Gatta Cenerentola (Mačka Pepeljuga), Roberta De Simonea, femmenielli igraju uloge nekoliko važnih likova. Među glavnim scenama u tom pogledu su rosario dei femmenielli i il suicidio del femminiella.

## Vanjske poveznice
- (it) Mitologija
- (it) Napuljski femmenelli  Arhivirana inačica izvorne stranice od 4. studenoga 2011. (Wayback Machine)
- (it) femminielli, u : Le ragioni di della Ragione
- (it) Svijet femminella  Arhivirana inačica izvorne stranice od 10. prosinca 2014. (Wayback Machine)
- Videoclip: Peppe Barra - Il Matrimonio di Vincenzella